# Ostředek
Ostředek je obec ve Středočeském kraji, okres Benešov, která se nachází mezi městy Sázava (od Ostředku na severovýchod) a Benešov (od Ostředku na jihozápad) velmi blízko dálnice D1 (exit 34). Žije zde 477 obyvatel.

## Části obce
Obec je rozdělena na pět místních částí, které leží na třech katastrálních územích:
- Ostředek – části Ostředek a Mžižovice
- Bělčice u Ostředka – části Bělčice a Vráž
- Třemošnice – část Třemošnice

V letech 1961–1990 k obci patřily i Vodslivy.

## Historie
První zmínky o osídlení této lokality pochází z 14. století, kdy se zde měla rozprostírat tvrz vybudovaná Slávkem z Ostředka. Tvrz spolu s vesnicí často měnila majitele, vlastnili ji Zdeněk a Mojek z Ostředka, Bořita a Lipolt z Malovic, Habartovi z Čeňovic i další. Na přelomu 14. a 15. století vlastnil Ostředek loupeživý rytíř Mikuláš Zúl z Ostředka, který byl jako zemský škůdce v roce 1404 popraven v Praze a rozsáhlý uloupený majetek, který zahrnoval nedaleké hrady Čejchanov, Stará Dubá a městečko Divišov, byl králem Václavem IV. konfiskován.
Na začátku 18. století byl v Ostředku vystavěn zámek barokního stylu, který se nachází ve středu dnešní vesnice a nyní slouží jako sanatorium pro osoby s Alzheimerovou chorobou, takže není veřejnosti přístupný až na světničku básníka Svatopluka Čecha, který se zde roku 1846 narodil.
V 18. a 19. století existovala v Ostředku sklárna, kterou měl od roku 1830 v nájmu František Kavalír, zakladatel sázavských skláren Kavalier.

### Územněsprávní začlenění
Dějiny územněsprávního začleňování zahrnují období od roku 1850 do současnosti. V chronologickém přehledu je uvedena územně administrativní příslušnost obce v roce, kdy ke změně došlo:
- 1850 země česká, kraj České Budějovice, politický a soudní okres Benešov[6]
- 1855 země česká, kraj Tábor, soudní okres Benešov
- 1868 země česká, politický a soudní okres Benešov
- 1939 země česká, Oberlandrat Tábor, politický i soudní okres Benešov[7]
- 1942 země česká, Oberlandrat Praha, politický i soudní okres Benešov[8]
- 1945 země česká, správní i soudní okres Benešov[9]
- 1949 Pražský kraj, okres Benešov[10]
- 1960 Středočeský kraj, okres Benešov
- 2003 Středočeský kraj, okres Benešov, obec s rozšířenou působností Benešov

### Rok 1932
V obci Ostředek (přísl. Mžížovice, 342 obyvatel, četnická stanice) byly v roce 1932 evidovány tyto živnosti a obchody: lékař, cihelna, 3 hostince, kolář, kovář, krejčí, mlýn, 3 obuvníci, pila, řezník, sedlář, 2 obchody se smíšeným zbožím, Spořitelní a záložní spolek pro Ostředek, 2 trafiky, truhlář, velkostatek, zednický mistr.
V obci Třemošnice (205 obyvatel, samostatná obec se později stala součástí Ostředku) byly v roce 1932 evidovány tyto živnosti a obchody: 5 hostince, 2 koláři, 2 kováři, krejčí, obuvník, řezník, obchod se smíšeným zbožím, trafika, truhlář.

## Doprava
Katastrem obce vedou dálnice D1 s exitem 34 (Ostředek), silnice II/110 Benešov – Ostředek – Sázava a II/113 Chocerady – Ostředek – Třemošnice – Divišov. Dále tudy vedou silnice III. třídy:
- III/1107 Ostředek – Bělčice
- III/11010 II/110 – Ostředek – II/113

Železniční trať ani stanice na území obce nejsou.
V obci zastavovaly v roce 2012 autobusové linky jedoucí např. do těchto cílů: Benešov, Chocerady, Praha, Sázava, Vlašim.

## Turistika
- Cyklistika – Obcí prochází cyklotrasa č. 0073 Benešov – Okrouhlice – Ostředek – Český Šternberk.

- Pěší turistika – Obcí vede turistická trasa  Bělčice – Ostředek – Vlkov – Čensko.

## Pamětihodnosti
- Zámek Ostředek

## Rodáci
- Josef Kavalier (1831–1903), český sklář, majitel skláren Kavalier
- Svatopluk Čech (1846–1908), básník, prozaik, novinář a cestovatel
- Jaroslav Červinka (1848–1933), generál ruské armády, později organizátor československých legií na Rusi
- Gusta Fučíková (1903–1987), spisovatelka a překladatelka, manželka novináře Julia Fučíka, rodným jménem Augustina Kodeřičová
- Josef Kudrna (1920–1989), v letech 1965–1968 ministr vnitra Československa

## Další fotografie

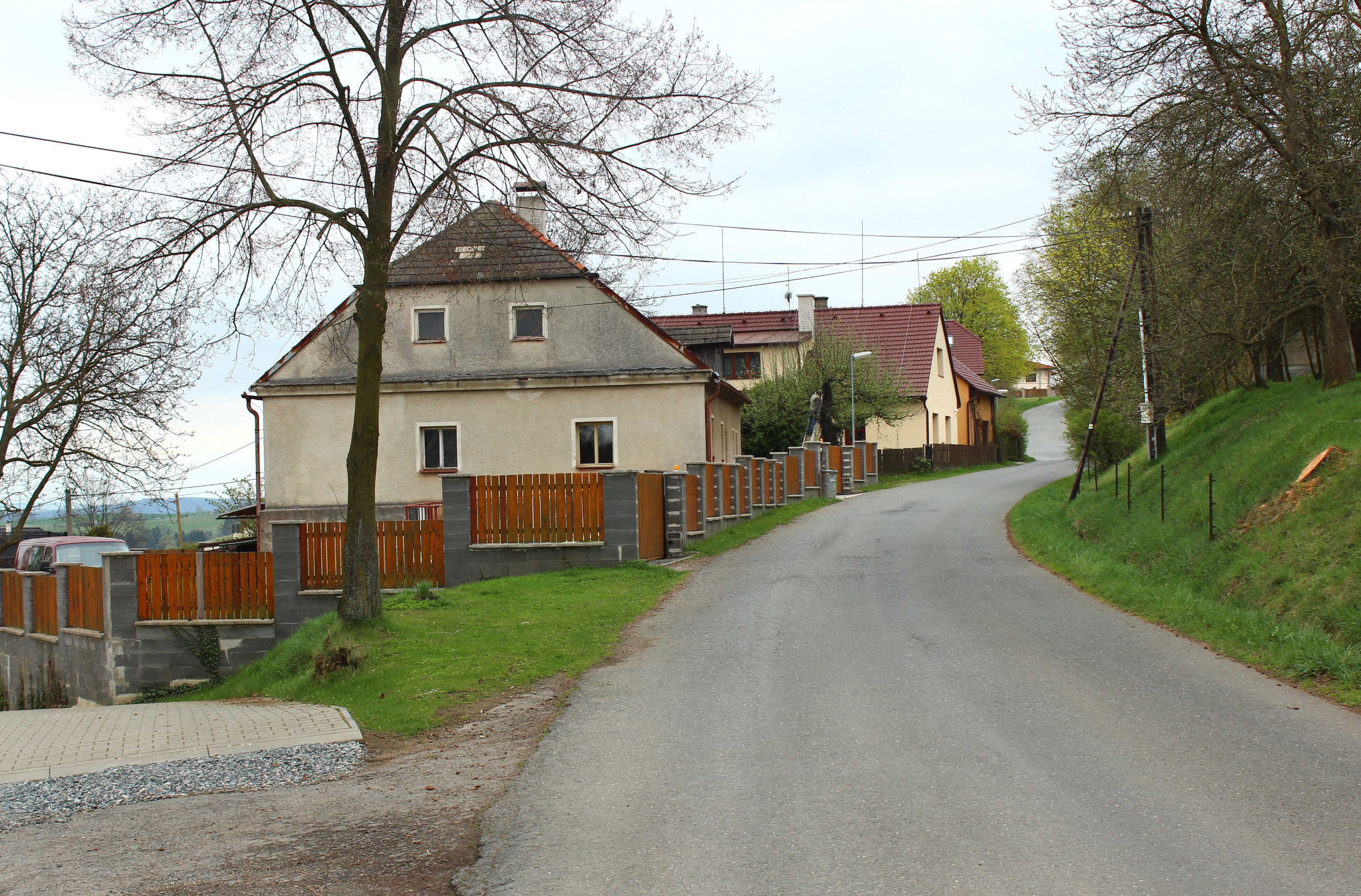
Domky v jižní části vsi
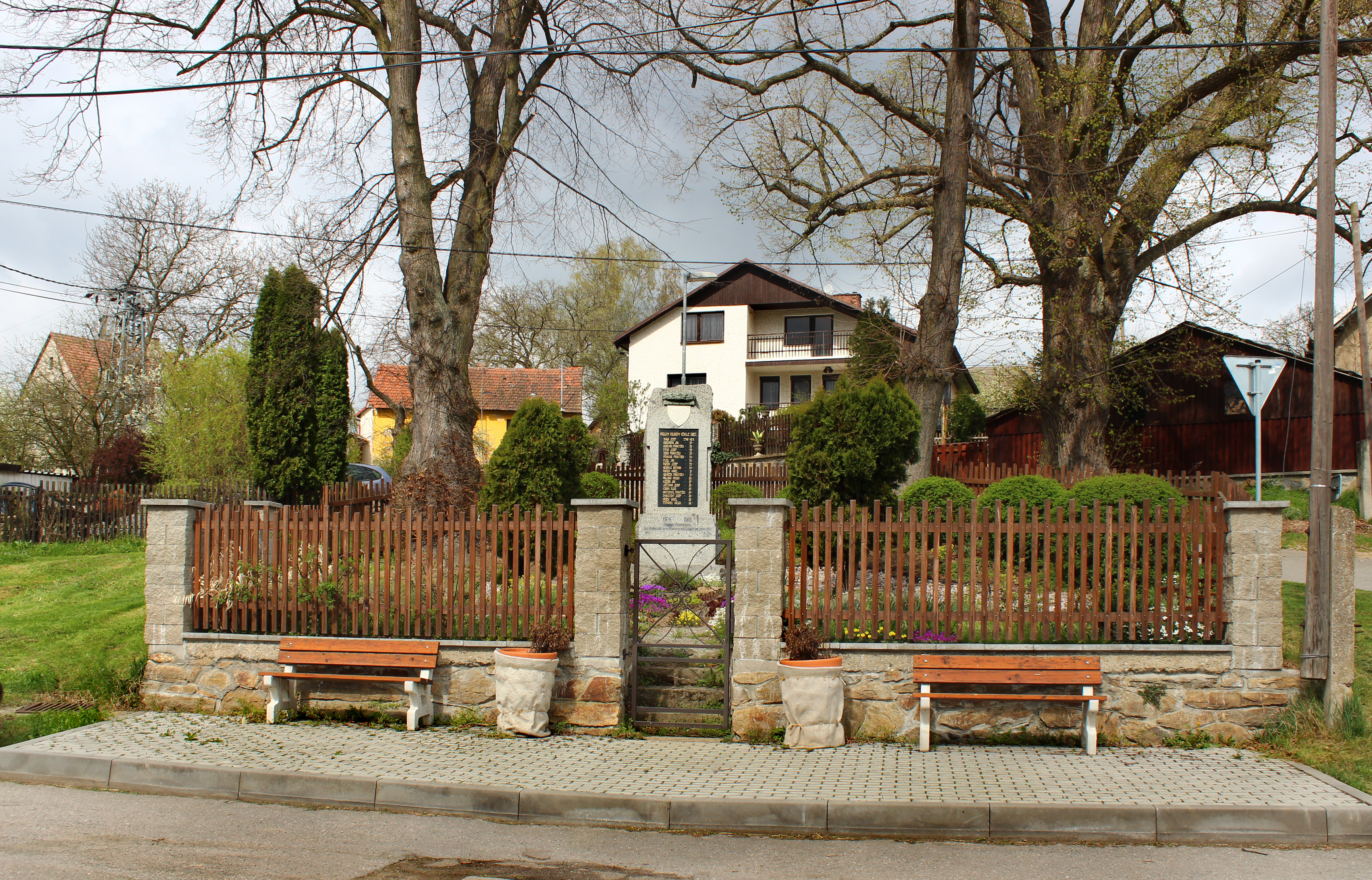
Pomník obětem první světové války
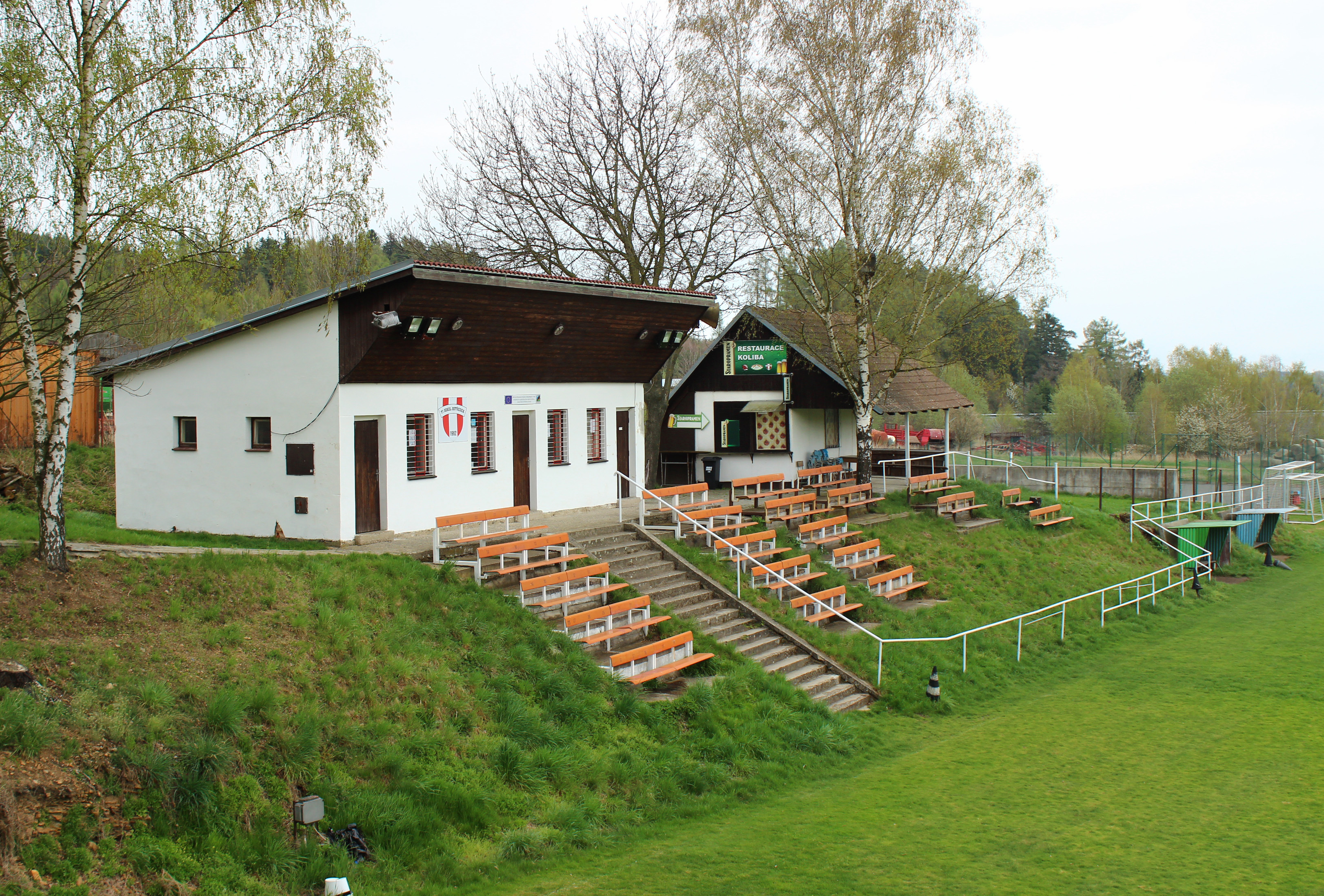
Fotbalové hřiště
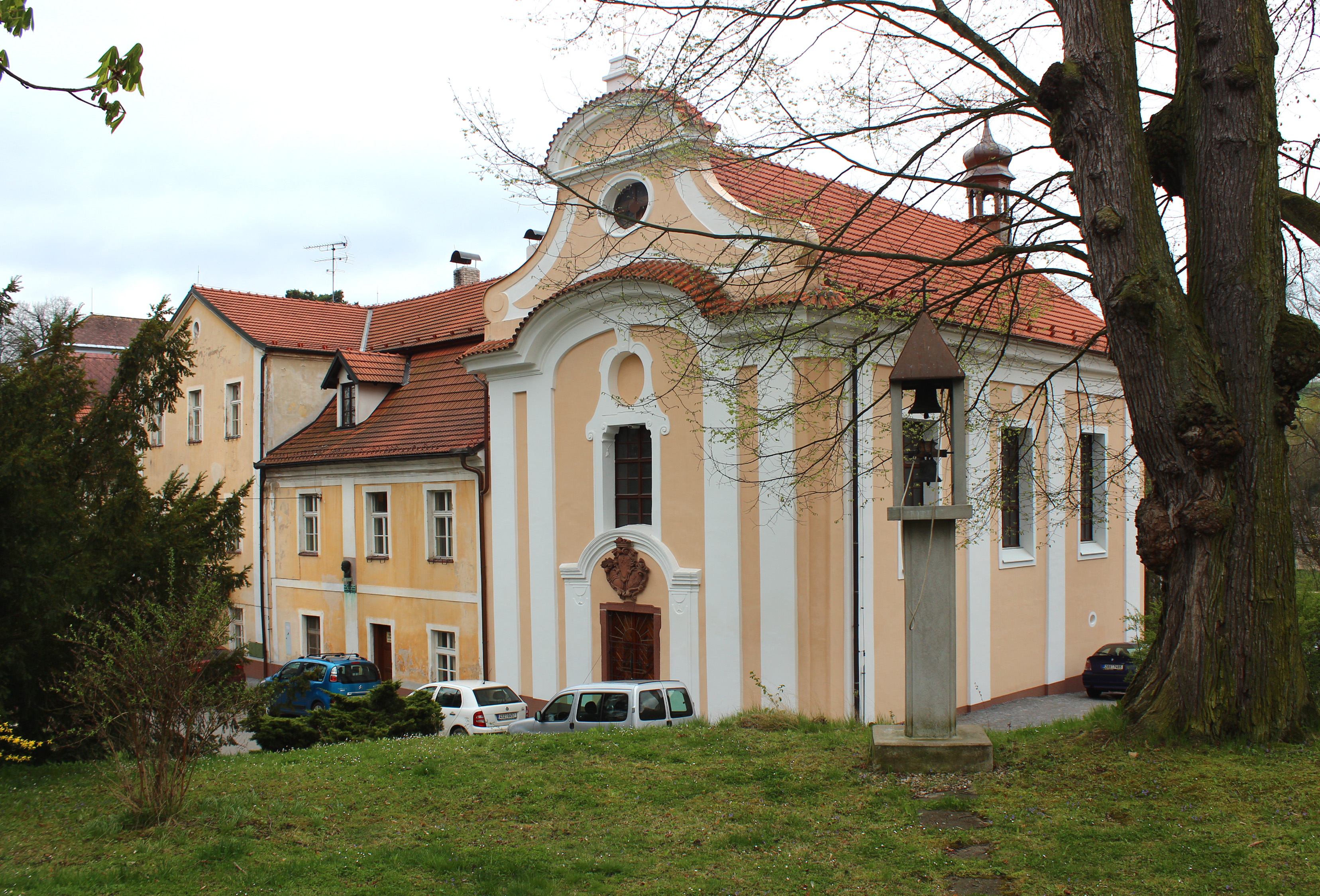
Zámek s kaplí
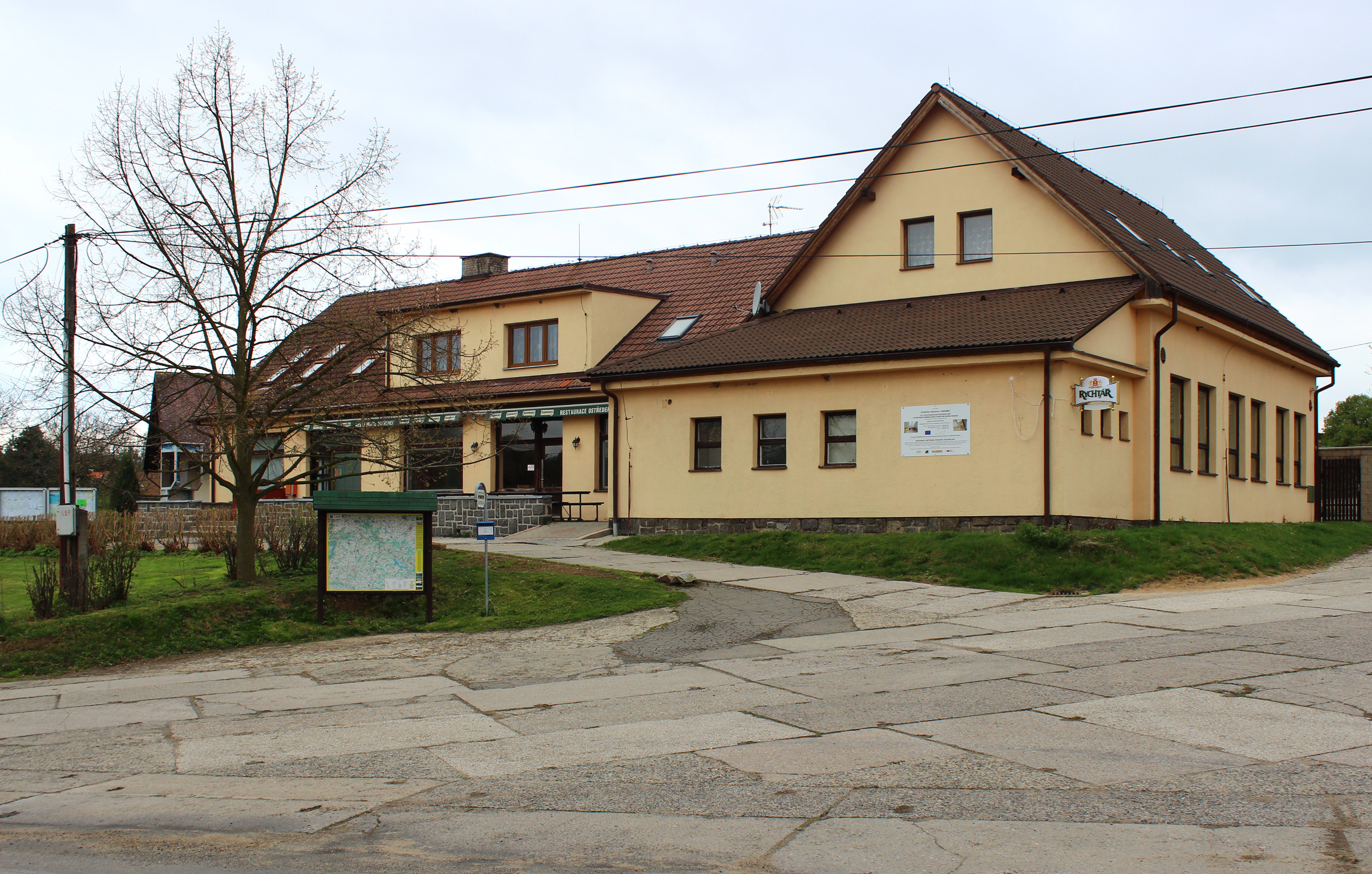
Restaurace